# Qandeel Baloch
Qandeel Baloch, pseudonimo di Fouzia Azeem (Dera Ghazi Khan, 1º marzo 1990 – Multan, 15 luglio 2016), è stata un'attrice, modella e blogger pakistana.
La sua popolarità in Pakistan si è sviluppata con la partecipazione del programma Pakistan Idol, diventando nelle tendenze, una delle personalità più ricercate su internet in Pakistan nell'anno 2015 e venendo soprannominata la Kim Kardashian pachistana. Le condivisioni di messaggi e video provocatori l'hanno resa una celebrità del web, ma anche oggetto di controversie nella società pachistana, amplificati da un confronto televisivo con un'autorità religiosa diventato poi uno scandalo.
Venne drogata e strangolata dal fratello Muhammad Wasim, il quale ha confessato l'omicidio con la motivazione del delitto d'onore.

## Biografia
Nell'aprile 2016 Qandeel Baloch fu invitata nel programma televisivo Ajeeb Saa a discutere dei suoi comportamenti con il mufti Abdul Qavi, volto religioso noto della televisione pachistana. Nell'occasione il mufti propose alla ragazza di volerla incontrare in una sua futura visita alla città di Karachi e in seguito aggiunse, alla sola condizione che Baloch digiunasse per l'intero mese di Ramadan. Baloch organizzò l'incontro presso una stanza di un albergo e sfruttò la situazione per denigrare il suo interlocutore, postando foto e video sui canali social alludendo a un'ipocrisia del religioso.
L'incontro ebbe molto risalto nei media: portarono al licenziamento di Qavi dal suo ruolo religioso del moonsighting committee e portò alla scoperta del vero nome di Baloch. Tormentata dalle minacce di morte e dalla pressione mediatica che si faceva sempre più insistente chiese protezione al governo ed espresse preoccupazione per la sua incolumità.

### Morte
Diciassette giorni dopo la pubblicazione del suo vero nome sulla stampa, Qandeel Baloch venne drogata e strangolata il 15 luglio 2016 dal fratello Muhammad Wasim nella casa dei genitori. Wasim confessò l'omicidio citando l'onore della famiglia e l'assassinio di Qandeel Baloch venne riportato da vari media come un delitto d'onore, portando internazionalmente attenzione sulla condizione della donna in Pakistan.
Nell'ottobre dello stesso anno, il governo pachistano approvò la legge che toglie ai responsabili dichiarati di delitti d'onore la possibilità di essere perdonati dalla famiglia della vittima, mantenendola però i casi di condanna a morte che in caso di perdono vengono tramutati in carcere.
A seguito della morte di Baloch, i suoi profili ufficiali Facebook e Instagram, rispettivamente di circa 700.000 e 70.000 followers, vennero chiusi.